# 日本軽自動車
日本軽自動車株式会社（にっぽんけいじどうしゃ）とは1950年代に存在していた零細自動車メーカーである。日本において四輪軽自動車を製造した初期のメーカーの一つであった。
本項では、同社の前期製品である「NJ号」を先行して開発・生産していた母体的存在の「日本自動車工業」、後期製品である「ニッケイ・タロー」の一部とその改良型である「コンスタック」の生産を手がけた日建機械工業についても言及する。

## 概説
元は「日本自動車工業」と称して横浜市南区に拠点を置いており、大倉財閥系の老舗輸入車ディーラー・車体架装メーカーであった日本自動車と関係があった（資本関連の有無は不明）。ただし、日本内燃機の後身・東急くろがね工業の前身である「日本自動車工業」とは別の会社である。
日本自動車工業では、1953年（昭和28年）にリアエンジン・リアドライブ方式（RR）の四輪軽自動車「NJ号」を開発、小規模に生産を開始した。
その後、1955年（昭和30年）には拠点を埼玉県川口市に移し、社名も「日本軽自動車」に変更している。この頃、NJの設計をフロントエンジン・リアドライブ方式（FR）に改めるモデルチェンジを行い、ほどなく車名も「ニッケイ・タロー」へと変更した。しかし、小規模生産で製品の完成度や販売力に難があり、1957年（昭和32年）には倒産した。
これに伴い、同社にエンジンを生産供給していた東京都大田区の日建機械工業が「ニッケイ・タロー」の生産を引き継ぎ、更にこれをベースに若干の設計変更を行ったモデルを「ニッケン・コンスタック」の名で引き続き生産、1961年（昭和36年）まで製造が続けられた。

## 歴史
- 1953年（昭和28年） - 日本自動車工業により、「NJ号」が開発され、生産開始。日本自動車が販売ディーラーとなった。価格は30万円であったという。
- 1954年（昭和29年） 5月 - 日本自動車工業はNJ号の生産を一時停止。この時点で60台ほどを生産していたという。
- 1955年（昭和30年） - 横浜から川口に生産拠点を変更。NJ号生産を再開。
- 1956年（昭和31年） 日本自動車工業から日本軽自動車株式会社へ社名を変更。NJ号を「ニッケイ・タロー」と名称変更する。
- 1957年（昭和32年） 6月 - 本社工場の操業を停止。
- 1958年（昭和33年） - 以降、ニッケイ・タローのエンジン供給元だった日建機械工業にて「コンスタック」の製造が開始される。
- 1961年（昭和36年） - 日建機械工業、「コンスタック」生産終了。
  - 関係企業のうち、2011年（平成23年）時点でも現存するのは日建機械工業のみである。日本軽自動車については、企業自体が消滅してしまったことや、零細規模での短期間の生産故に詳細な記録や変遷等が多く残されていないため、経営や開発・生産の実態はつまびらかでない。

## 製造車種

### NJ
日本自動車工業時代からのブランド。車名は、日本自動車工業の社名のローマ字略称によるものである。日本自動車時代の1953年（昭和28年）設計になるRRの前期モデルと、日本軽自動車となってからの1955年（昭和30年）に開発され、「ニッケイ・タロー」に改名したFRの後期モデルに分けられる。本項ではリアエンジンの前期モデルについて解説し、後期モデルについては「ニッケイ・タロー」の項目で記述する。
前期型NJ号は、黎明期の軽自動車の例に漏れず、設計の難易度が低い2座席仕様で、オープンボディを採用していた。構造面の特徴としては、リアエンジン方式、四輪独立懸架、フロアパネルおよびサイドシルによるオープンタイプのセミモノコック構造を採用していたことが挙げられ、設計自体は野心的なものであった。
簡易なモノコック構造という制約から、サイドシルは高く作られており、その分ドアが小さくなっている。また全長2,910 mmに対し、ホイールベースは1,650 mmと短めで、モノコックの強度確保と、リアオーバーハングへのエンジンスペース確保の意図がうかがえる。
リアエンジン・リアドライブ方式の採用により、後輪に独立懸架を採用することが必須となり、合わせて前輪も独立式とされた。これらは前後ともコイルスプリング支持で、ショックアブソーバーも備えていた。タイヤサイズは4.00-12で、12インチという当時としては小径タイヤの採用で、一定のスペース節減を成し遂げている。ブレーキが後輪のみで機械式ドラムブレーキであったことが簡略措置の最たるものと言える。
エンジンは強制空冷の90度V型2気筒で、縦置きである。V型2気筒は、後年4輪軽自動車では廃れたレイアウトであるが、1950年代前期、オートバイやオート三輪などの小型2気筒4ストロークエンジンでV型2気筒配置を採用することは、トルク確保や振動抑制の面での妥協策としてむしろ一般的であった。
1954年（昭和29年）まで2ストロークよりも軽自動車枠排気量制限の緩かった4ストロークエンジン採用で、排気量は規格一杯の358 ccとされた。潤滑機構はドライサンプ式を採用した高度な内容で、日立ソレックス22HD-1キャブレターを装備、12 PSの出力を確保し、トップが直結（1.00）の3速手動変速機を介して最高速度70 km/hを公称している。最終減速機は傘歯車式でなく、戦前は使用例も多かった旧式なウォームギアが用いられ、6.5:1の比較的大きな減速比を得ているが、ギアボックス（変速比は1速3.62、2速1.86、3速直結、後進5.00）、減速比14:1のウォーム&セクター式ステアリング機構ともども、一切が当時のダットサンと同一、ないし近似数値・同一機構で、歯車切削は高コストになるため市場で流通していたダットサン用補給部品を流用し、リアエンジン用のトランスアクスルにケーシングした可能性が高い。ダットサンは日本で戦前から生産されていた数少ない国産小型4輪車で、パーツはメーカー純正・社外コピー品とも入手しやすかったことから、NJに限らず、この時代の日本の少量生産車での流用例がみられる。
ボディは手叩きながら丸みを帯び、フロントノーズにはバンパーと対をなすようにクロームめっきの飾りが施されていた。小関和夫はこのフロントスタイルについて、（当時、フィアットの輸入ディーラーであった）日本自動車との関連による、初代フィアット・500（トポリーノ）後期モデルの影響ではないかと指摘している。
もっとも、フロントウインドシールドは中央にピラーの立った2分割式で、その両脇にはアポロ式腕木ウインカーが付き、ワイパーは運転席側のみ装備で、かなり簡易であった。ドアにはガラス窓はなく、幌を架けた場合には内側からセルロイドを張って風除けにするという最低限の仕様だった。
名目上商用車登録できるように金属バーで助手席側を区切って貨物スペースにできると共に、リアのエンジンフード上にも不格好な金属製のフェンスが作られ、荷物ラックとなっていた。エンジンフード後部垂直面は空冷エンジン冷却のため一面に横ルーバーが切られ、当時の汎用部品である尾灯、ブレーキ灯、ナンバープレート灯を兼ねたランプが下部中央に1個装着された。

### ニッケイ・タロー
前期型NJは比較的少数、短期間の製造に留まったが、これよりも簡易で生産性・汎用性が高い新モデルの開発が企画され、日本軽自動車への改組・川口市への拠点移転後の1955年（昭和30年）に新たなNJ号として発売された。
翌1956年（昭和31年）後期には、日本の自動車名の中でも「珍名」に挙げられる「ニッケイ・タロー」に車名が変わる。「ニッケイ」は社名略称、「タロー」はかつて日本人児童の典型名であった「太郎」に由来するものと思われるが、あまり類例のない名称である。
前期型NJのモノコック・リアエンジンから、モデルチェンジによって独立フレーム付きのフロントエンジン・リアドライブ方式という平凡な手法に転換、サスペンションレイアウトはフロントがコイル独立、リアが半楕円リーフスプリングによる固定軸という堅実なものとなった。ステアリングシステムはラック&ピニオン式となっている。同時にボディ全体が平板なデザインとなり、工数節減を実現したが、スタイルの魅力は乏しいものとなった。
それでもフロントエンジン化でボディ設計の自由度は高まり、3座のライトバン、200 kg積みトラック、ロードスターの各モデルが展開できるようになった。ロードスターには車体後部にランブルシート（英語版）が設置されており、一応4座（2+2）になっていた点が挙げられる（大人が乗れるサイズであったかは不明）。エンジンは従前のVA1をフロント配置用に改良したVA5で、性能に大差はなかったものの、変速機が手動4速となり、実用性は向上した。価格はボディタイプにより差があったが、36万円から40万円程度であった。
しかし、ニッケイ・タローの販売網はオートバイ販売店などに頼った弱いもので、生産体制も商品性も不十分であった。このため1956年（昭和31年）の生産台数は108台に留まり、翌1957（昭和32）年度に49台を製造した時点で、日本軽自動車は操業を停止した。
- エンジン - 「VA5形」強制空冷　90°V型2気筒OHV 358 cc
- 最高出力  12 PS/4,400 rpm
- 最高速度 - 65 km/h - 72 km/h（モデルにより相違あり）

### ニッケン・コンスタック
日建機械工業は、日本自動車工業・日本軽自動車からの外注を受けて、NJ、ニッケイ・タロー用のVA型エンジンを生産していた機械メーカーであったが、1958年（昭和33年）から軽自動車「コンスタック」の生産を開始した。
1950年代まで多数のメーカーが乱立していた日本のオートバイ業界では、メーカーの財務・経理体質の前時代性・脆弱さから運転資金不足を起こして倒産する事例がしばしばあったが、一部ではメーカーが倒産すると、利害関係者である取引先販売店や部品納入企業が支援を行い、倒産企業の生産を引き継ぐ第二会社を設立して延命を図る慣行的事例が幾つか見られた。もっとも、そのほとんど全てが無理な延命で、1960年代までにはそれらの第二会社も行き詰まり、淘汰された。
コンスタックは、エンジンメーカーである日建機械が、日本軽自動車からニッケイ・タローの設計や生産設備を引き継いで車両生産を継続させたもので、オートバイ業界における第二会社設立のような企図があったと推察される。
コンスタックの設計はニッケイ・タローのうち、商品性の高い商用車であるライトバンとトラックに若干の改変を加えただけのものであった。流用は設計だけでなく、広告の文面にまで及んでおり、1958年（昭和33年）の第五回全日本自動車ショウで配布されたコンスタックのパンフレットは、前年のニッケイ・タローのパンフレットから文面多数が丸写しされていた。
もっとも1950年代末期は、開発力・生産力・販売力ともに強い軽自動車メーカーが多数勃興した時期で、既に旧態化しながら月間数台ペースの生産に留まっていたコンスタックが生き残る余地は乏しく、同車は1961年（昭和36年）までに100台足らずを生産して製造を終了した。